# Unai Aznar
Unai Aznar Vijuesca (Cortes, 26 juli 2002) is een Spaans wielrenner die, samen met zijn jongere broer Hugo, in 2024 prof werd bij Equipo Kern Pharma.

## Carrière
In 2023 won Aznar zowel de tijdrit als de wegwedstrijd voor beloften tijdens de nationale kampioenschappen. Daarnaast behaalde hij dat jaar meerdere ereplaatsen in het Spaanse amateurcircuit. In 2024 werd Aznar prof bij Equipo Kern Pharma. Zijn eerste wedstrijdkilometers van het seizoen maakte hij in de Muscat Classic, die hij niet uitreed.

## Overwinningen
2023
 Spaans kampioen tijdrijden, Beloften
 Spaans kampioen op de weg, Beloften

## Ploegen
- 2024 –  Equipo Kern Pharma
- 2025 –  Equipo Kern Pharma

Agirre · H. Aznar · U. Aznar · Berrade · Brustenga · Castrillo · Cobo · Elosegui · Fernández · Galván · García Pierna · Gutiérrez · Iribar · Jaime · López · Marquez · Miquel · Parra · Retegi · Ruiz · Sánchez · Soto · Uriarte · van der Tuuk · Azanza (stagiair) · Carrascosa (stagiair) · Etxeberria (stagiair)